# قطعنامه ۴۵۷ شورای امنیت
قطعنامه ۴۵۷ شورای امنیت سازمان ملل متحد که در تاریخ ۰۴ دسامبر ۱۹۷۹ تصویب شد، سندی بین‌المللی دربارهٔ جمهوری اسلامی ایران-آمریکا است. این قطعنامه طی نشست ۲٬۱۷۸ام با ۱۵ موافق، ۰ مخالف و ۰ ممتنع تصویب شد.